# Méribel-Mottaret
Méribel Mottaret is een skistation gelegen in het hart van het skigebied de Trois Vallées in Frankrijk. Het is gelegen op een hoogte van 1750 meter in de Allues-vallei in Savoie.
Het station de Méribel Mottaret wordt evenals het naastgelegen station Courchevel beheerd door de firma S3V (Société des 3 Vallées).

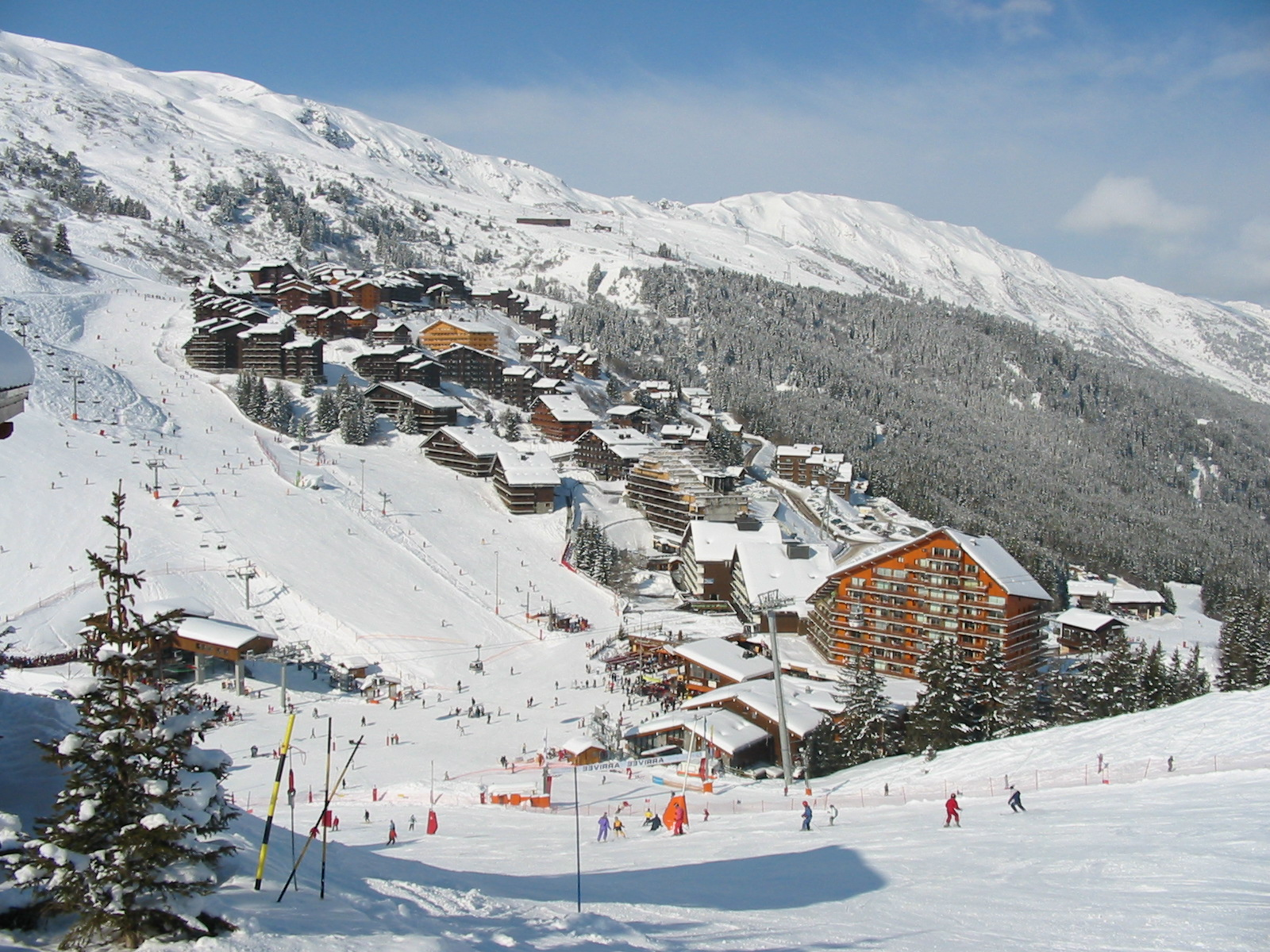
Het skistation Méribel Mottaret, februari 2005